# A Long Weekend in Pest and Buda
Pour plus de détails, voir Fiche technique et Distribution.
A Long Weekend in Buda and Pest (hongrois : Egy hét Pesten és Budán) est un drame sentimental tourné en 2003 par le cinéaste hongrois Károly Makk, qui s'attache à restituer une histoire d'amour pleine d'émotion, de sensibilité et de poésie. Dans ce film, on retrouve les deux grands acteurs Iván Darvas et Mari Törőcsik qui avaient déjà tourné il y a 30 ans un classique du cinéma de ce même réalisateur, intitulé Amour.

## Synopsis
Iván vit aisément en Suisse en compagnie de sa femme britannique, où ils passent une retraite heureuse. Iván a eu un passé douloureux tout d'abord comme prisonnier politique et ensuite comme réfugié après avoir fui le régime totalitaire et la répression en Hongrie au cours des années 1950.
Toutefois, ce havre de paix est subitement interrompu par un appel téléphonique en provenance de Budapest lui annonçant que son ex-maîtresse est gravement malade. Iván ne tient pas parole de rester dans son pays d'accueil et va s'établir alors en Hongrie, 45 ans après l'avoir quittée.
De retour à Budapest, Iván veut non seulement cicatriser d'anciennes blessures du passé mais aussi faire face à un présent au cours duquel il découvre qu'il a une fille, se retrouvant ainsi soudainement en présence de trois femmes.   

## Fiche technique
- Titre : A Long Weekend in Pest and Buda
- Titre original : Egy hét Pesten és Budán
- Réalisation : Károly Makk
- Scénario : Elemér Ragályi (hu)
- Dialogues : Károly Makk et Marc Vlessing
- Photographie : Elemér Ragályi (hu)
- Musique : László Dés
- Costume : Virág Dory
- Production : András Böhm et Marc Vlessing
- Pays : Hongrie
- Genre : drame
- Langue : hongrois
- Durée : 86 minutes
- Date de sortie : 2003

## Distribution
- Mari Törőcsik : Mari
- Iván Darvas : Iván
- Eszter Nagy-Kálózy : Anna, fille d'Iván et Mari
- Dezső Garas : Le docteur Pál Pozsár
- Eileen Atkins : Amanda
- Attila Kaszás : Robi
- Emese Vasvári : Infirmière
- Zoltán Seress : Médecin
- Zsuzsa Nyertes : Zsuzsika
- Géza Pártos : le professeur
- Zoltán Gera : Portier de l'hôtel
- Tamás Andor : Barman
- Imre Csuja : Villageois
- János Derzsi : le chauffeur de taxi
- Péter Dóczy : L'ami de Robi